# فاليكونم
فاليكونم (بالإنجليزية: Vallikunnam)‏ هي منطقة سكنية تقع في الهند في منطقة الابوزها. يقدر عدد سكانها بـ 29,029 نسمة .